# Anthony Mensah
Anthony Osei Kwadwo Mensah (ur. 31 października 1972 w Kumasi) – piłkarz ghański grający na pozycji bramkarza.

## Kariera klubowa
Swoją karierę piłkarską Mensah rozpoczął w klubie Asante Kotoko. W 1989 roku zadebiutował w jego barwach w ghańskiej Premier League. W sezonach 1990/1991, 1991/1992 i 1992/1993 wywalczył z Asante Kotoko trzy mistrzostwa Ghany. W 1995 roku odszedł do Obuasi Goldfields. W sezonie 1995/1996 został z nim mistrzem kraju. W 1997 roku wystąpił w przegranym dwumeczu finału Ligi Mistrzów z Rają Casablanca (1:0, 0:1 k. 4:5). W 1998 roku zakończył karierę.

## Kariera reprezentacyjna
W reprezentacji Ghany Mensah zadebiutował w 1994 roku. Wcześniej, w 1992 roku, zdobył z kadrą olimpijską brązowy medal na Igrzyskach Olimpijskich w Barcelonie. W 1994 roku został powołany do kadry Ghany na Puchar Narodów Afryki 1994. Na nim był rezerwowym bramkarzem dla Simona Addo i nie rozegrał żadnego meczu. W kadrze narodowej rozegrał łącznie 2 mecze, oba w 1994 roku.